# آناتولی اسکوورتسوف
آناتولی اسکوورتسوف (روسی: Анатолий Александрович Скворцов؛ زادهٔ ۲۴ نوامبر ۱۹۷۶) بازیکن فوتبال اهل اوکراین است.
از باشگاه‌هایی که در آن بازی کرده‌است می‌توان به باشگاه فوتبال شینیک یاروسلاول، باشگاه فوتبال تاوریا سیمفروپول، باشگاه فوتبال چرنومورتس نووراسییسک، باشگاه فوتبال لوچ ولادی‌وستوک، و باشگاه فوتبال اسپارتاک نعلچیک اشاره کرد.